# 金建铁路
金建铁路，是一条自沪昆铁路金华站引出，向北经兰溪市、建德市，通往杭黄客运专线建德站的铁路，沿途设大洋站和兰溪东站。金建铁路预计2025年开通运营。

## 概况
金建铁路，设计时速250km/h，新建线路长度64.51公里，工程包括改建既有沪昆铁路金华至东孝段单线长度8.62公里。
2016年12月15日，金建铁路、杭衢铁路接入杭黄客运专线的关键性控制工程外源特大桥，正式开工建设。
2020年1月7日，金建铁路正式开工。
2022年10月15日，金建铁路全线首孔箱梁成功架设。
2023年6月30日，金建高铁西塘坞2号隧道顺利贯通；7月1日，塘沙坞隧道顺利贯通；7月3日，梅城1号隧道顺利贯通；9月8日，毕家隧道顺利贯通。10月15日，金建高铁西塘坞1号隧道顺利贯通。11月26日和27日，里埂坞隧道、查家坞隧道相继贯通。12月14日，金建铁路成功上跨沪昆铁路。12月26日，金建铁路首座大跨度矮塔斜拉桥兰江特大桥合龙。